# 巴杜里亚
巴杜里亚（Baduria），是印度西孟加拉邦North Twentyfour Parganas县的一个城镇。总人口47418（2001年）。

## 人口
该地2001年总人口47418人，其中男性24252人，女性23166人；0—6岁人口6015人，其中男2990人，女3025人；识字率66.81%，其中男性为72.35%，女性为61.00%。